# تجمع المصالح
تجمع المصالح هو نشاط تجميع المطالب السياسية للجماعات والأفراد في برامج سياسية، حسب تعريف ألموند وباول ودالتون وستروم.
يشمل نشاط تجمع المصالح تلك الأساليب التي يستخدمها الأفراد لإحداث تغيير، ويطلق عليها في الغالب تجمع المصالح الشخصية، أو التي تستخدمها الجماعات للحصول على دعم الحكومة أو التقدم بطلبات أمامها.